# شعار البوسنة والهرسك
شعار البوسنة والهرسك تم اعتماده في عام 1998، ليحل محل الشعار السابق الذي كان قيد الاستخدام منذ عام 1992 بعدما نالت البوسنة والهرسك استقلالها، ويتبع تصميم الشعار شكل علم البوسنة والهرسك.
واعتمدت النجوم لتحل محل زهرة اللوتس المصرية (التي كانت موجودة على الشعار في القرن الخامس عشر).

## التطور التاريخي لشعار البوسنة والهرسك

الشعار في 1992-1998 قديما بدرع علم البوسنة والهرسك
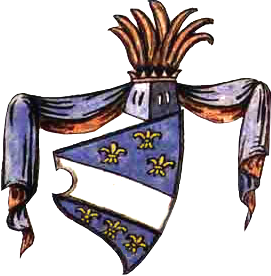
الشعار في القرن الخامس عشر وعليه زهرات اللوتس المصرية.
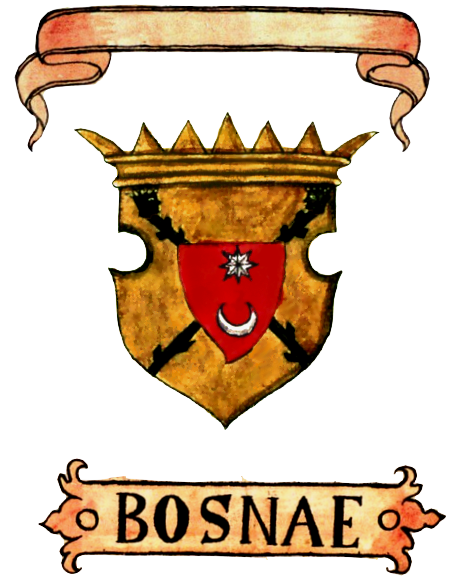
الشعار في القرن التاسع عشر.
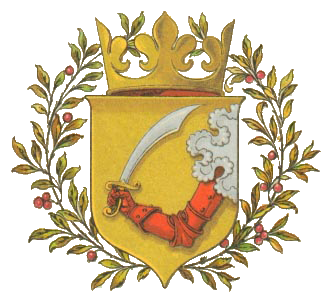
الشعار في 1878–1918.
الشعار في 1946–1991.

## وصلات خارجية
- بوابة البوسنة والهرسك باللغة العربية